# 明日のりんご
「明日のりんご」（あしたのりんご）は、高嶋みどりの女声合唱組曲。作詩は新川和江。

## 概説

### 課題曲
2001年（平成13年）度のNHK全国学校音楽コンクール高等学校の部の課題曲として「きょうの陽に」が、混声四部版・男声四部版・女声三部版が同時に発表された。女声版はのちに2013年（平成25年）度の全日本合唱コンクールでも課題曲として用いられた。
新川の詩は四連から成る。「将来への漠然とした不安や、受験勉強などで部屋に籠りがちの皆さんを、見通しのきく広い野原に連れ出してあげたく、できるだけシンプルな構図で、風景画を描くようにこの詩を書いてみました。」と新川は述べ、平易な言葉を使いながらも高校生世代に向けて強烈なメッセージを発している。作中の「林檎」は「青春の象徴」であり、「レモン」は「志、理想の象徴」、「川」の水は「今在るところがつねにみなもと。瞬時々々が出発点です。」。第三連で詩の風景は大きく展開し、「私たちは、突如としてここに在るのではない。父母、祖先という動かしがたい存在を、忘れるわけにはゆきません。そうした自覚と認識の上に立って、若者は前方に目を凝らし、新しい世界に向かって走って行くのです。」というメッセージが伝えられる。そして第四連で「志高く持てよ」と高校生へのエールが贈られ詩を締めくくる。
高嶋の曲は三節から成る。全体としてはヘ長調であるが、4分弱の演奏時間の中で8回も転調があり、譜面的にも実演的にも難易度は決して易くない。第一節（冒頭~47小節。詩の第一、二連）では「すべり出すような香り高いピアノの前奏から始ま」り、「空間的な広がりが優美な曲線を描いて歌われ」「美の提示が行われ」る。「「これは林檎」というフレーズから出ますが、すごく鮮烈でクリアなイメージを読者に一瞬で思い浮かべさせてしまう、マジックのように鮮やかな"出"だと思います」「この響きとこの感覚がこの音楽の全体を支配しているといっても過言ではありません。」と高嶋は述べ、初演の指揮を担当した栗山文昭も「「最初の8小節はあとの100小節に相当する」というテレマンの言葉がある。それほど曲の出だしは大切であるということだ。」と一番に述べ、歴代の課題曲と比べても特に第一印象が審査の要として重視される曲である。第二節（48小節~88小節。詩の第三連）では「過去から未来への時間の広がりの中で音楽が展開されていきます。」として、長めのピアノの間奏が展開部に移ることをはっきりと示している。「今生きている私自身とは、即ち遥か縄文の昔から綿々と受け継がれ逞しく生き抜いてきた我々人類の生命力の結晶であり、尚且つ、更に未知の世界に向かって力強く生き抜いて行こうとする精神を持った存在である、という自覚をもって」演奏することが求められる。70小節からの「走っていく」という言葉が繰り返される箇所は「「は」が32分音符に近くなってしまうと、リズムも乱れ、言葉も聴き取り難くなり、力強さも失われてしまいますので、要注意です。はっきり16分音符です!」として、高嶋・栗山とも演奏上難しい点として挙げている。88小節で合唱はディミヌネンドするがピアノは決してディミネンドせず、フォルテシモのまま最低音のdesに入る。このdesの音は「全てのエネルギーの結実した音がこのdesであるといっても過言ではないほどに大切な音である事を意識して、ピアニストに思慮ある響きを奏していただける事を期待します。」。第三節（89小節~最後。詩の第四連）では先述のdesに続くテーマとして「決然とかつ誇りに満ち溢れた優美なものでなければなりません！」。最初のメロディが再現され「私達に優しく真実の言葉を語りかけるのです。『志高く持てよ』と……。」。この箇所はテンポが細かく揺れ動き、不協和音が連続するため、栗山も「もっとも練習を必要とするかもしれない」と指摘する演奏の難所である。総じて高嶋はこの曲を「すべての命あるものの「生きることへの賛歌」です。」と説く。

### 合唱組曲
舫の会の委嘱により、「きょうの陽に」の発表直後からこの曲を基にした組曲化が構想され、高嶋は新川の少年少女向け詩集「明日のりんご」（1973年）に収録の詩から数編の詩を選び、全7曲の組曲として完成させた。2001年12月、舫の会第7回演奏会において組曲が初演された。初演指揮=岸信介、ピアノ=由良郁子。高嶋は「岸信介先生の還暦をお祝いして作曲致しました。」としている。

## 曲目
全7曲からなる。全編でピアノ伴奏を伴う。
1. 五月のある日
ホ長調。
2. そっと吹け
変ホ長調。
3. ふーむの歌
臨時記号による転調が多く、調性は感じにくい（調号上はイ長調）。86小節からの「ふーむ」という語は、「初演では指揮者がうなった」と楽譜上に付記がある。
4. 緑の中へ
この曲も臨時記号による転調が多く、調性は感じにくい（調号上は変イ長調）。2006年（平成18年）度全日本合唱コンクール課題曲。「この詩と向き合っていると、＜力強く大地に根をはった豊かな希望＞とでも言い換えられるような満たされた幸福感に包まれてきました。そして『聞こえる　遠い日の』『いのちのせせらぎ』『ひろがる　幼い日のぼくの空』という詩句とその行間の意味するものが、作曲により更に広がりを持った美しい世界として描写できるのではないかと思いました」[10]と作曲の動機を述べている。
5. どの島かしら
メルヘンな曲調であるが、転調が多く一貫した調性は感じられない。
6. 元旦
イ長調。
7. きょうの陽に
ヘ長調。前述の通り2001年（平成13年）度NHK全国学校音楽コンクール高等学校の部課題曲、2013年（平成25年）度全日本合唱コンクール課題曲。

## 楽譜
組曲の楽譜はカワイ出版から出版されているが、2024年3月現在、受注生産となっている。